# كورونل بولوجنسي
نادي كورونل بولوجنسّي لكرة القدم (بالإسبانية: Coronel Bolognesi Fútbol Club)‏ هو نادٍ بيروفي لكرة القدم. يقع في مدينة تاكنا. تم تأسيسه في 27 مايو 1998 باسم نادي بوليتو الرياضي (بالإسبانية: Club Sport Bolito)‏ وهو فرع ثانوي لنادي ديبورتيفو بولوجنسي (بالإسبانية: Club Deportivo Bolognesi)‏ ، وهو نادٍ بيروفي آخر تأسس في 18 أكتوبر 1929 وسُمي أيضًا باسم فرانسيسكو بولوجنسي [الإنجليزية].
سرعان ما تجاوز النادي إنجازات نظيره الأقدم، وبعد نجاحه في كأس بيرو في عام 2001 ، قرر نادي الرئيس إيلينا مارتوريل (شقيقة فرناندو مارتوريل، ثم رئيس CD كورونل بولوجنسّي)، تغيير اسم النادي إلى نادي كورونل بولوجنسّي لكرة القدم، بالترتيب لتحديد هويات كلا الناديين ومشاركة نجاحاتهما. تصاعد الارتباك في الهوية منذ العروض الدولية لفريق كورونل بولوجنسّي في العقد الأول من القرن الحادي والعشرين، وبالتالي أثار الكثير من الجدل حول ما إذا كانا نفس النادي أم لا.

## المنافسات
خاض كورونل بولوجنسّي منافسة طويلة الأمد مع نادي ألفونسو أوغارتي (بالإسبانية: CD Alfonso Ugarte)‏، ونادي مارشال ميلر (بالإسبانية: CD Mariscal Miller)‏.

## ملعب
يلعب كورونل بولوجنسّي مباريتهم المنزلية في ملعب خورخي باسادري (بالإسبانية: Estadio Jorge Basadre)‏ الواقع في مدينة تاكنا.

## لاعبين بارزين
تصنيف:لاعبو كورونل بولوجنسّي
| لاعبو بيرو - خيرمان كارتي - Juan Cominges - Paul Cominges - يوهان فانو - Miguel Mostto - دييغو بيني - لويس ألبرتو راميريز - جونيور روس - جون فاسكيز - ديفيد سوريا يوشيناري | لاعبون أجانب - فريديريكو مارتوريل - José Andrés Bilibio - ماساكاتسو ساوا - Miguel Ostersen |

## الإنجازات

### وطني

#### الدوري
- الدوري البيروفي لكرة القدم:

الوصيف (1): 2007
- البطولة الختامية:

البطل (1): 2007
- البطولة بين المناطق:

البطل (2): 1977، 1978
- كأس بيرو [الإنجليزية]

الفائز (2): 1976، 2001
الوصيف (2): 1998، 2000

### إقليمي
- المنطقة الثامنة:

البطل (4): 1998، 1999، 2000، 2001
- رابطة المقاطعات في تاكنا:

البطل (20): 1966، 1967، 1970، 1971، 1972، 1973، 1974، 1994، 1995، 1996، 1997، 1998، 1999، 2000، 2001، 2013، 2015، 2016، 2017، 2019.
الوصيف (1): 2004
- رابطة مقاطعة تاكنا:

البطل (5): 2008، 2013، 2015، 2016، 2017
الوصيف (2): 2014، 2019
- رابطة منطقة تاكنا:

البطل (8): 1966، 1967، 1970، 2012، 2013، 2014، 2017، 2019
الوصيف (3): 2008، 2011، 2015

## الأداء في مسابقات كونميبول
- كوبا ليبرتادوريس: ظهور واحد

2008: الدور الأول
- كوبا سود أمريكانا: 3 مشاركات

2004: الدور التمهيدي
2006: الدور الأول
2007: الدور الأول